# 江格尔

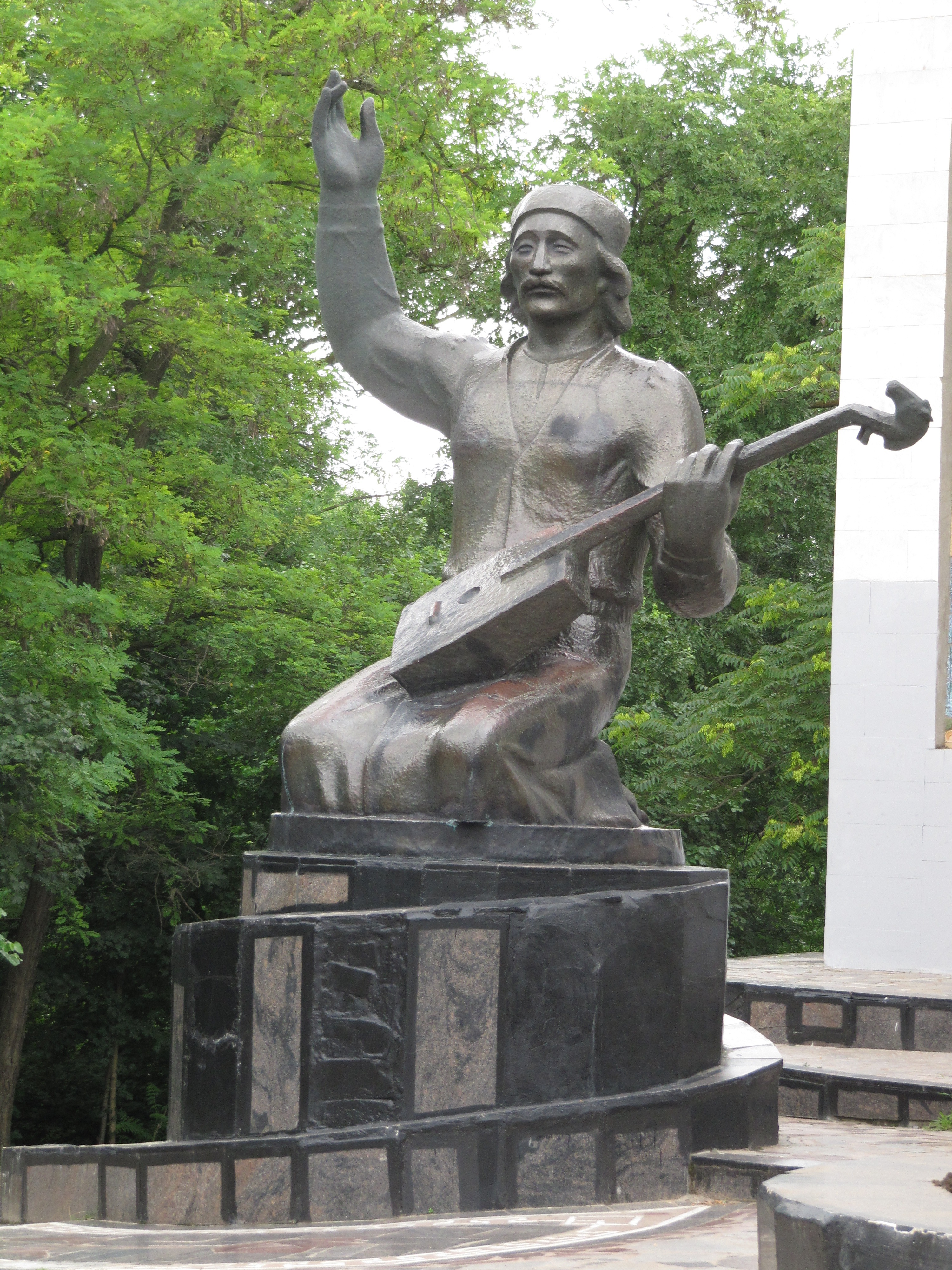
江格尔表演者雕像，卡爾梅克共和國艾利斯塔

《江格尔》（托忒文：ᡓᠠᡊᡎᠠᠷ）是蒙古族卫拉特部的史诗，主要叙述以江格尔为首的12名英雄，同芒耐汗，布和查干进行斗争，收复许多部落，建立起一个强大的国家的故事。2006年5月20日，江格尔被列入第一批中国国家级非物质文化遗产名录。